# Август-Вільгельм Трабандт
Август-Вільгельм Трабандт (нім. August-Wilhelm Trabandt; 21 липня 1891, Берлін — 19 травня 1968, Гамбург) — німецький офіцер, бригадефюрер СС і генерал-майор військ СС. Кавалер Лицарського хреста Залізного хреста.

## Біографія

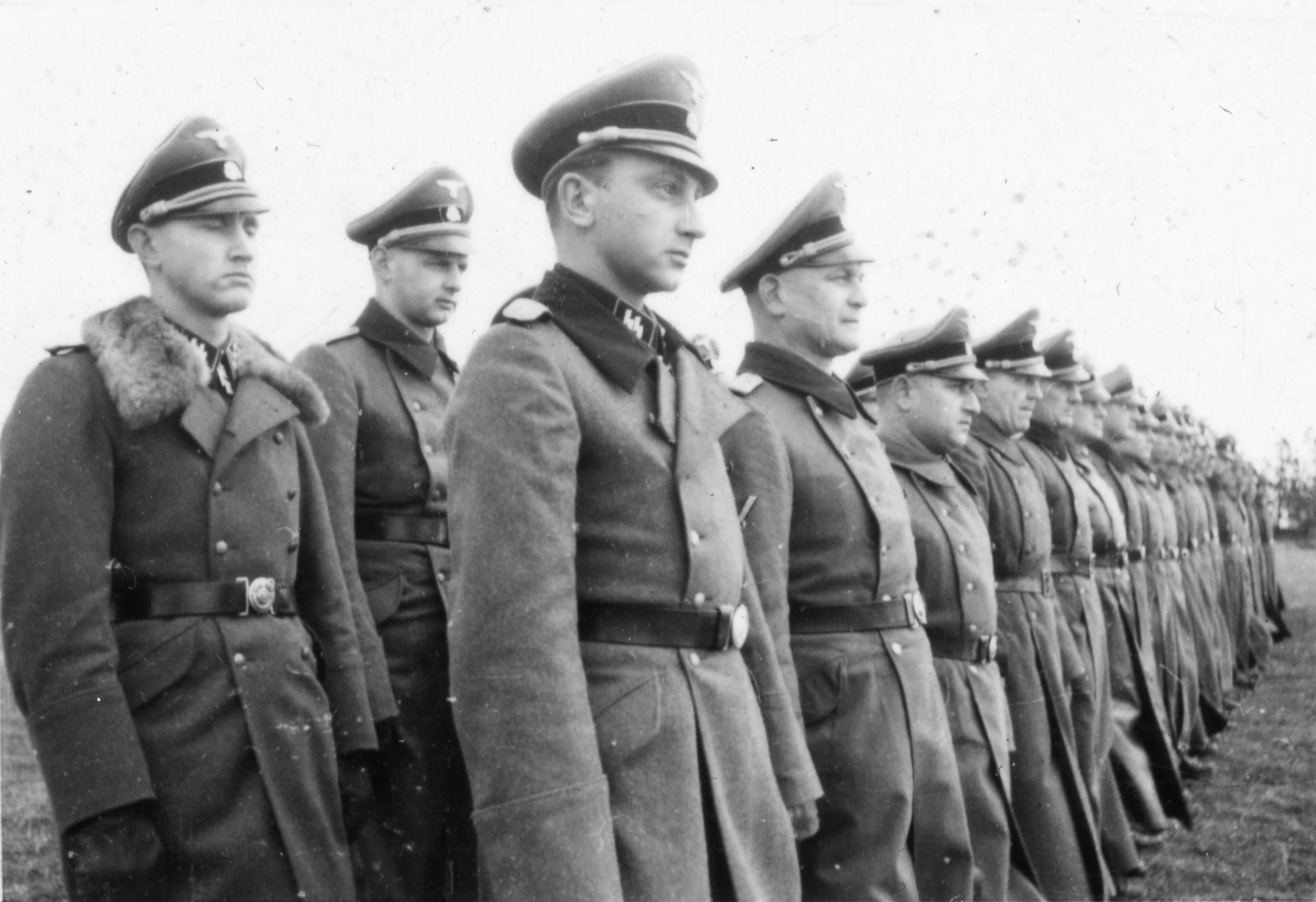
Трабандт (у першому ряду) під час інспекції 1-ї моторизованої бригади СС (січень 1944).

Учасник Першої світової війни. 1 листопада 1933 року вступив в СА. У листопаді 1934 року призначений начальником служби бойової підготовки СА, проте 1 липня 1935 року залишив службу в СА. У 1936 році перейшов в СС (посвідчення № 218 852) і був зарахований в «Лейбштандарт СС Адольф Гітлер». Член НСДАП (квиток №7 035 171). У 1940-43 роках командир 3-го батальйону «Лейбштандарту». Учасник Польської і Французької кампаній, а також німецько-радянської війни. У 1943-44 роках командував 1-ю мотопіхотною бригадою СС, що діяла на центральній ділянці радянсько-німецького фронту. 25 січня 1944 року бригада Трабандта, яка перебувала на Південному Сході, була розгорнута в 18-ту добровольчу моторизовану дивізію СС «Горст Вессель». У серпні 1944 року дивізію перекинули на радянсько-німецький фронт. 3 січня 1945 року замінений Йозефом Фіцтумом. У квітні 1945 року призначений командиром 31-ї добровольчої гренадерської дивізії СС «Богемія і Моравія». У травні 1945 року взятий в полон радянськими військами; був засуджений до 25 років таборів. У 1954 році в якості неамністованого злочинця переданий владі ФРН і звільнений.

## Звання
- Штандартенфюрер СА (1935)
- Штурмбаннфюрер СС (20 квітня 1938)
- Штандартенфюрер СС (11 травня 1940)
- Оберфюрер СС (1 липня 1944)
- Бригадефюрер СС і генерал-майор військ СС (20 квітня 1945)

## Нагороди
- Залізний хрест 2-го і 1-го класу
- Нагрудний знак «За поранення» в чорному
- Почесний хрест ветерана війни з мечами
- Почесна шпага рейхсфюрера СС
- Кільце «Мертва голова»
- Застібка до Залізного хреста
  - 2-го класу (25 вересня 1939)
  - 1-го класу (25 вересня 1943)
- Штурмовий піхотний знак в бронзі
- Нагрудний знак «За поранення» в сріблі
- Німецький хрест в золоті (22 жовтня 1943)
- Орден Заслуг (Угорщина), офіцерський хрест з мечами
- Лицарський хрест Залізного хреста (6 січня 1944)
- Почесна застібка на орденську стрічку для Сухопутних військ (15 лютого 1945)